# 11696 Capen
11696 Capen è un asteroide della fascia principale. Scoperto nel 1998, presenta un'orbita caratterizzata da un semiasse maggiore pari a 2,2061602 UA e da un'eccentricità di 0,1434433, inclinata di 3,49907° rispetto all'eclittica.